# Ісаєв Віктор Миколайович
Віктор Миколайович Ісаєв (нар. 24 жовтня 1958, місто Одеса) — український радянський діяч, фрезерувальник Одеського заводу «Нептун» Одеської області. Депутат Верховної Ради СРСР 11-го скликання.

## Біографія
Народився в родині робітника. Освіта середня. Член ВЛКСМ.
У 1975—1976 роках — учень розточувальника, розточувальник заводу «Нептун» міста Одеси.
У 1976—1978 роках — у Радянській армії.
З 1978 року — фрезерувальник Одеського заводу «Нептун» Одеської області. З 1983 року обирався секретарем комсомольської організації цеху.
Потім — на пенсії в місті Одесі.

## Нагороди та звання
- значок ЦК ВЛКСМ «Молодий гвардієць п'ятирічки»
- звання «Ударник комуністичної праці» (1981)